# Tangbe
Tangbe ist ein Dorf im Village Development Committee von Chhusang im Mustang-Distrikt in Nepal. Es liegt auf einem Sporn über dem Tal des Kali Gandaki am Weg von Jomsom nach Lo Manthang zwischen Kagbeni und Chhusang.
Kurz vor Tangbe steht eine Gruppe aus drei Lhatos: grau für die Schutzgottheit Vajrapani, weiß für den Bodhisattva Avalokiteshvara, rot für den Buddha Manjushri.

## Galerie

Tangbe
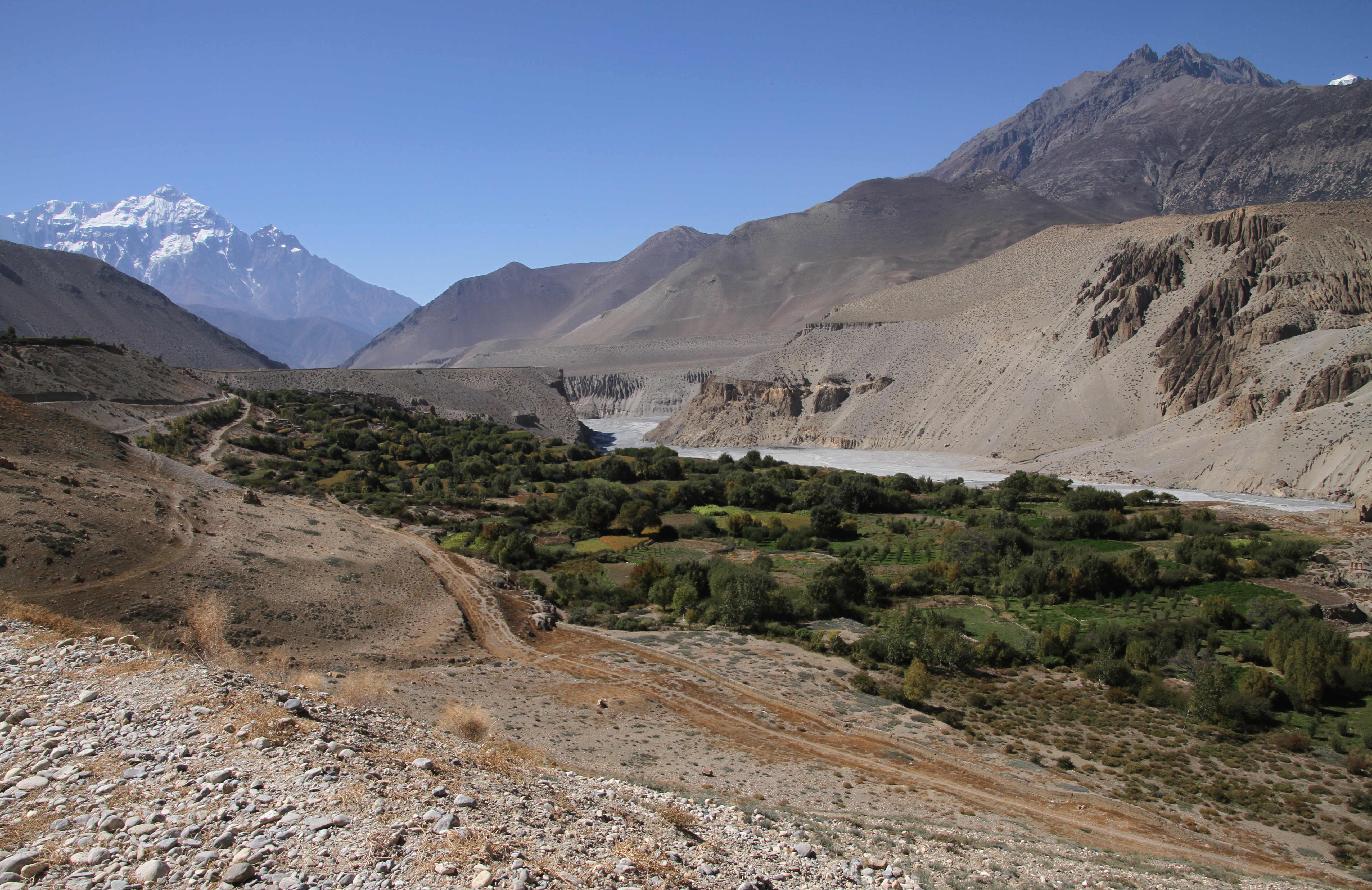
Gärten
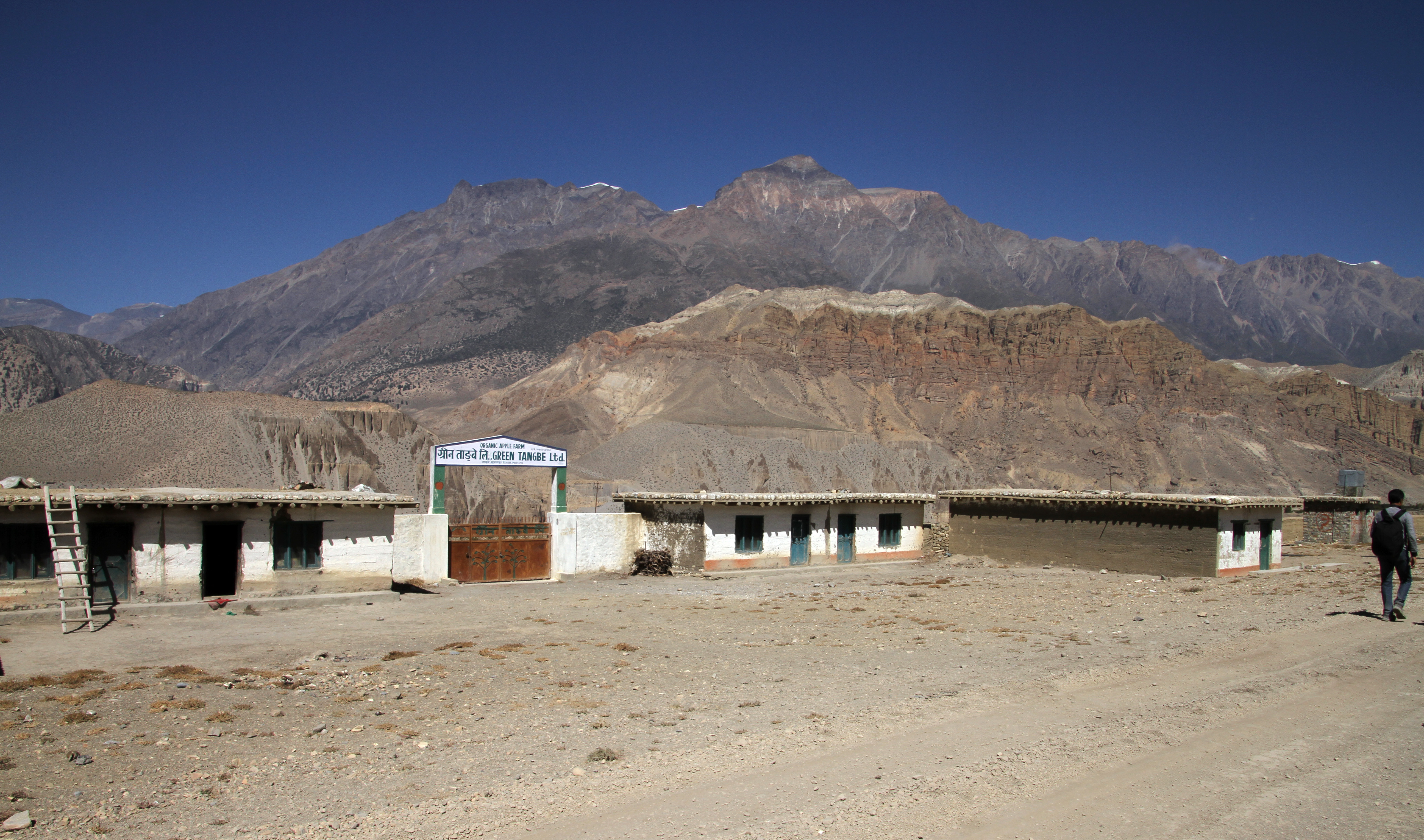
Apfelplantage
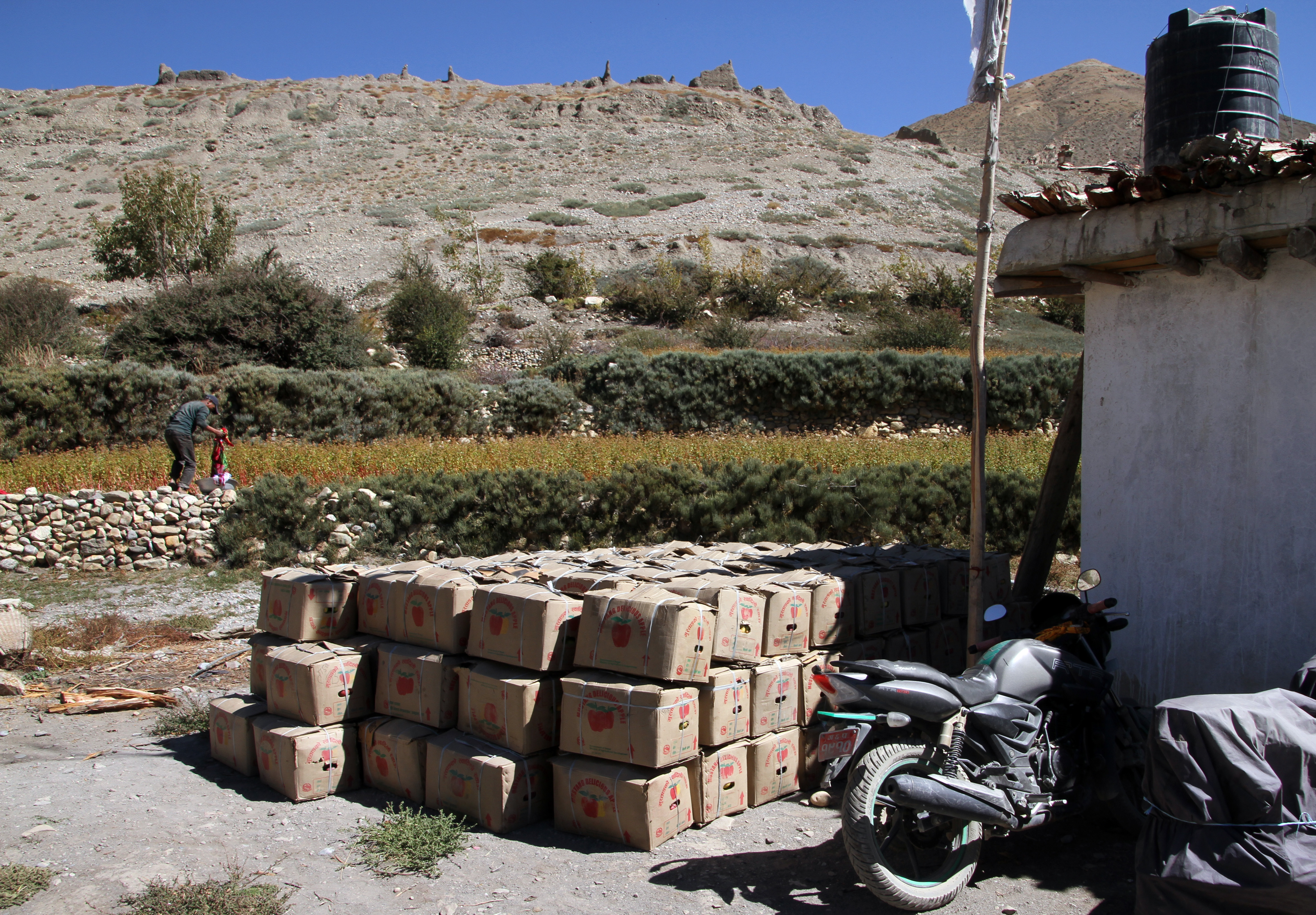
Apfelversand
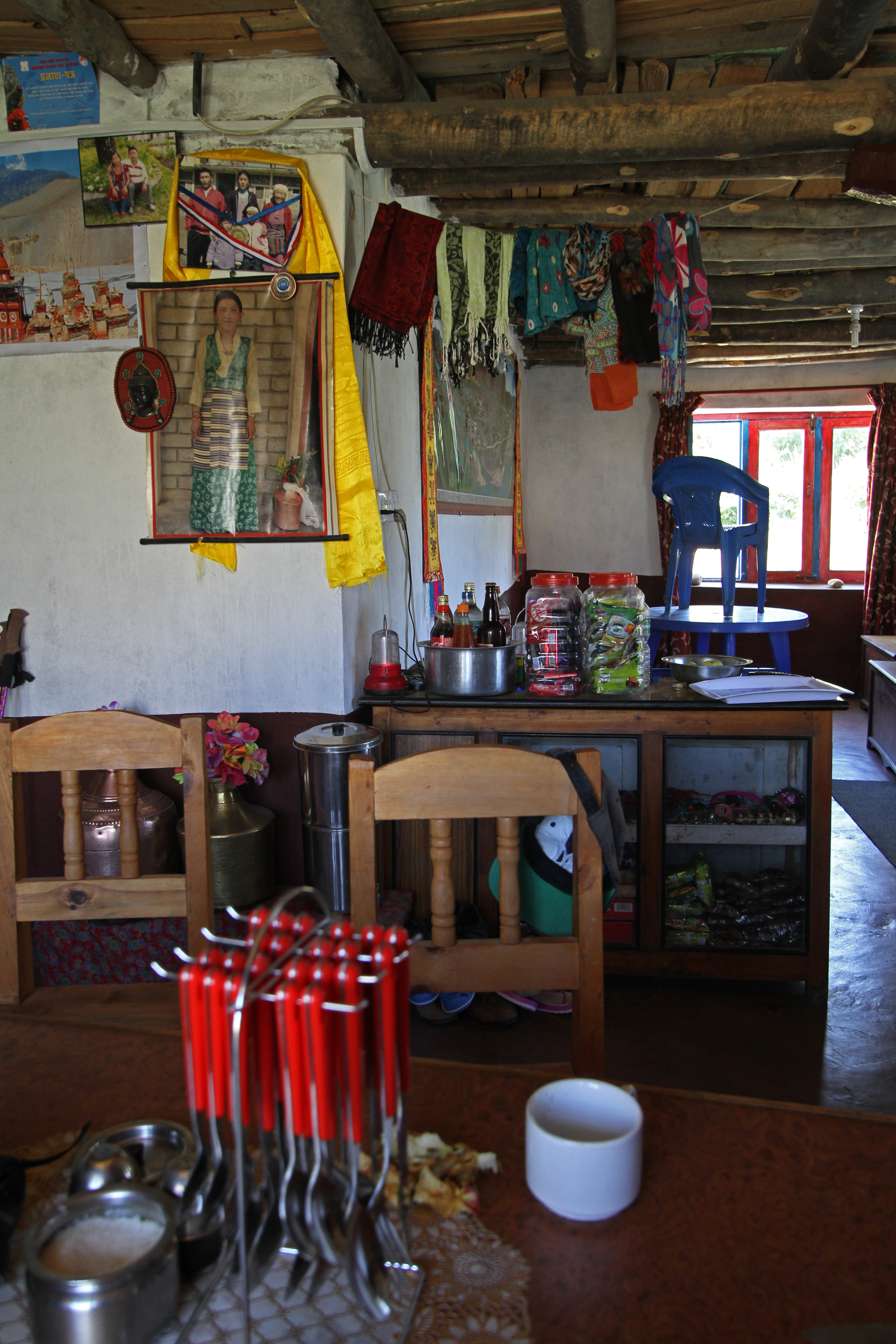
Teestube
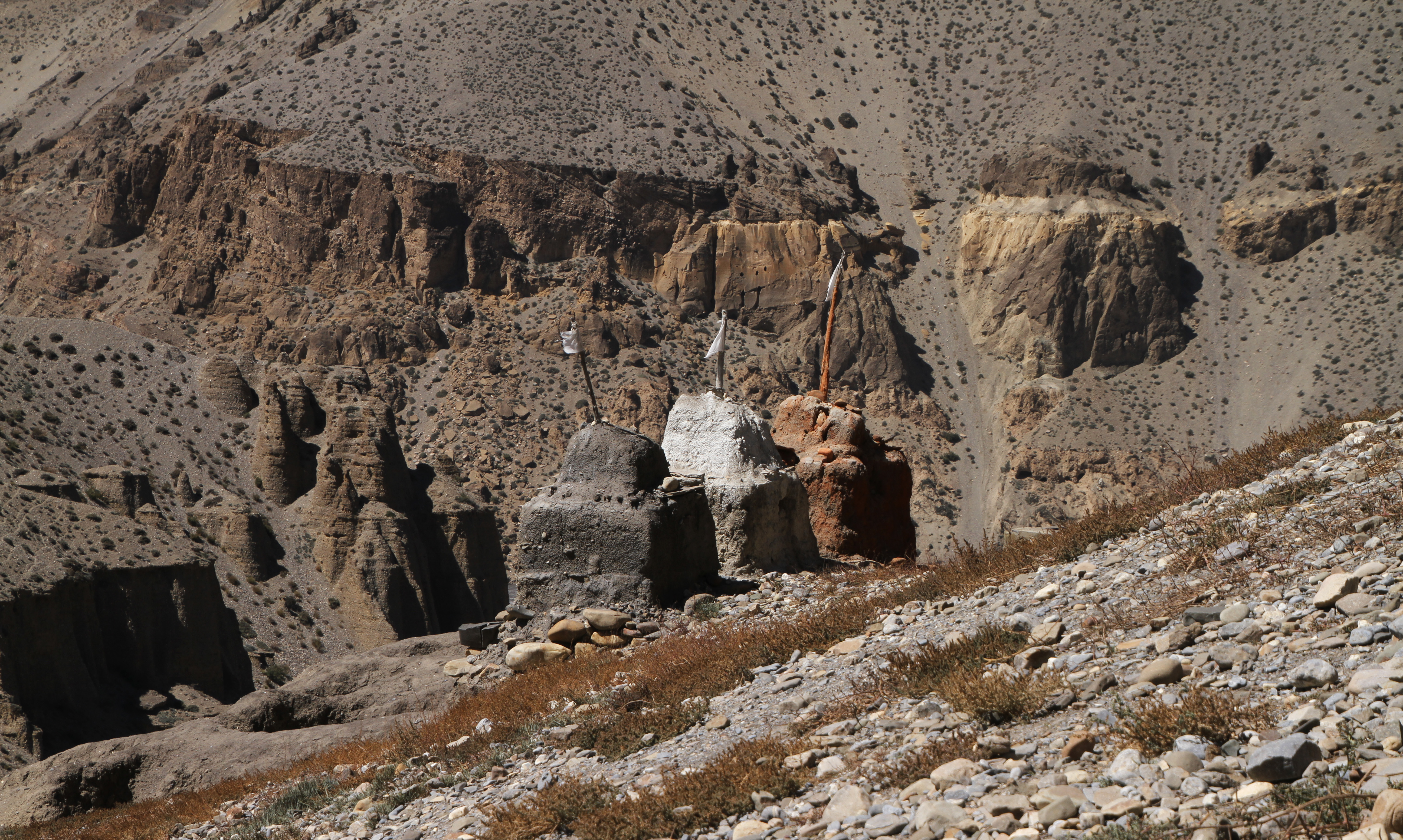
Lhatos